# المجلس الإقليمي لممثلي جاكرتا
المجلس الإقليمي لممثلي جاكرتا (بالإندونيسية: Dewan Perwakilan Rakyat Daerah Provinsi Daerah Khusus Ibukota Jakarta) هو هيئة تشريعية ذات مجلس واحد في مقاطعة جاكرتا الإندونيسية. يتكون المجلس من 106 من الأعضاء ينتخبون عبر قوائم الأحزاب في الانتخابات التشريعية بدأ من عام 2014. تُجرى الانتخابات كل خمس سنوات وتُجرى في وقت متزامن مع الانتخابات التشريعية على مستوى البلاد. تنعقد جلسات المجلس في جاكرتا.

## التاريخ
تحت إدارة شركة الهند الشرقية الهولندية تم إنشاء «كلية ألدرمان» (بالهولندية: College van Schepenen) لباتافيا في 24 يوليو 1620. كان هناك أيضًا كلية أخرى هي كلية فان هيمرادن. في عام 1905 تم إنشاء هيئة بلدية معروفة باسم جيميتين باتافيا، أعيدت تسميتها إلى ستاندجيمنتي باتافيا في عام 1926. أثناء الاحتلال الياباني كانت هناك هيئة استشارية منذ سبتمبر 1943.
بعد الاستقلال الإندونيسي تم إنشاء هيئة تمثيلية محلية من قبل الحكومة الإندونيسية الجديدة، على الرغم من حلها بعد فترة وجيزة بسبب إعادة احتلال المدينة بسبب الاجتياح العسكري الهولندية. بعد نقل السيادة أنشئ مجلس منتخب مؤقت مؤلف من 25 عضوًا في عام 1950، وكان الغرض منه أن يكون هيئة مؤقتة على الرغم من أنه انتهى إلى عام 1956 عندما صدرت لوائح جديدة بشأن التشريعات المحلية.

## بناء
يضم المجلس 106 أعضاء، وله متحدث واحد وأربعة نواب متكلمين. بالإضافة إلى ذلك توجد خمس لجان حول مواضيع منفصلة:
- اللجنة أ (القضايا الحكومية).
- اللجنة ب (القضايا الاقتصادية).
- العمولة ج (القضايا المالية).
- اللجنة د (القضايا التنموية).
- اللجنة هـ (القضايا الاجتماعية).